# 베른하르트 콜
베른하르트 콜(독일어: Bernhard Kohl, 1982년 1월 4일 ~ )은 오스트리아의 자전거 경기 선수이다.